# Live! Visions of Europe
Live! Visions of Europe és un àlbum en directe de la banda de finlandesa de power metal Stratovarius. L'àlbum va ser editat el 7 de juliol de 1998 a través T&T, filial de Noise Records. L'àlbum va ser enregistrat durant dos concerts a Milà, Itàlia, i Atenes, Grècia, durant la gira de la banda pel seu àlbum de 1997 Visions.
El 2016 es va reeditar l'àlbum amb una nova resmaterització i una portada nova.

## Llistat de pista

### Disc 1
| Núm.          | Títol               | Lletra                     | Música        | Àlbum original                      | Durada |
| ------------- | ------------------- | -------------------------- | ------------- | ----------------------------------- | ------ |
| 1.            | «Requiem»           | Timo Tolkki                | Tolkki        | Intermission                        | 1:34   |
| 2.            | «Forever Free»      | Timo Kotipelto             | Tolkki        | Visions                             | 6:35   |
| 3.            | «The Kiss of Judas» | Kotipelto                  | Tolkki        | Visions                             | 6:39   |
| 4.            | «Father Time»       | Kotipelto, Richard Johnson | Tolkki        | Episode                             | 5:09   |
| 5.            | «Distant Skies»     | Tolkki                     | Tolkki        | Fourth Dimension                    | 4:33   |
| 6.            | «Season of Change»  | Tolkki                     | Tolkki        | Episode                             | 7:18   |
| 7.            | «Speed of Light»    | Kotipelto                  | Tolkki        | Episode                             | 3:35   |
| 8.            | «Twilight Symphony» | Tolkki                     | Tolkki        | Fourth Dimension                    | 7:16   |
| 9.            | «Holy Solos»        | (instrumental)             | -             | Visions; fragments de "Hava Nagila" | 11:14  |
| Durada total: | Durada total:       | Durada total:              | Durada total: | Durada total:                       | 53:53  |

### Disc 2
| Núm.          | Títol                      | Lletra            | Música        | Àlbum original   | Durada |
| ------------- | -------------------------- | ----------------- | ------------- | ---------------- | ------ |
| 1.            | «Visions (Southern Cross)» | Tolkki            | Tolkki        | Visions          | 10:11  |
| 2.            | «Will the Sun Rise?»       | Kotipelto         | Tolkki        | Episode          | 6:57   |
| 3.            | «Forever»                  | Tolkki            | Tolkki        | Episode          | 3:48   |
| 4.            | «Black Diamond»            | Kotipelto         | Tolkki        | Visions          | 6:14   |
| 5.            | «Against the Wind»         | Kotipelto, Tolkki | Tolkki        | Fourth Dimension | 5:46   |
| 6.            | «Paradise»                 | Tolkki            | Tolkki        | Visions          | 4:53   |
| 7.            | «Legions»                  | Tolkki            | Tolkki        | Visions          | 6:35   |
| Durada total: | Durada total:              | Durada total:     | Durada total: | Durada total:    | 44:24  |

## Personal
- Timo Kotipelto – veu principal
- Timo Tolkki – Guitarra, veus de suport, productor
- Jens Johansson – teclats
- Jörg Michael – bateria
- Jari Kainulainen – baix elèctric

- Mikko Karmila – Enginyer de so, mescla
- Mika Jussila – masterització